# Margarete von Città di Castello

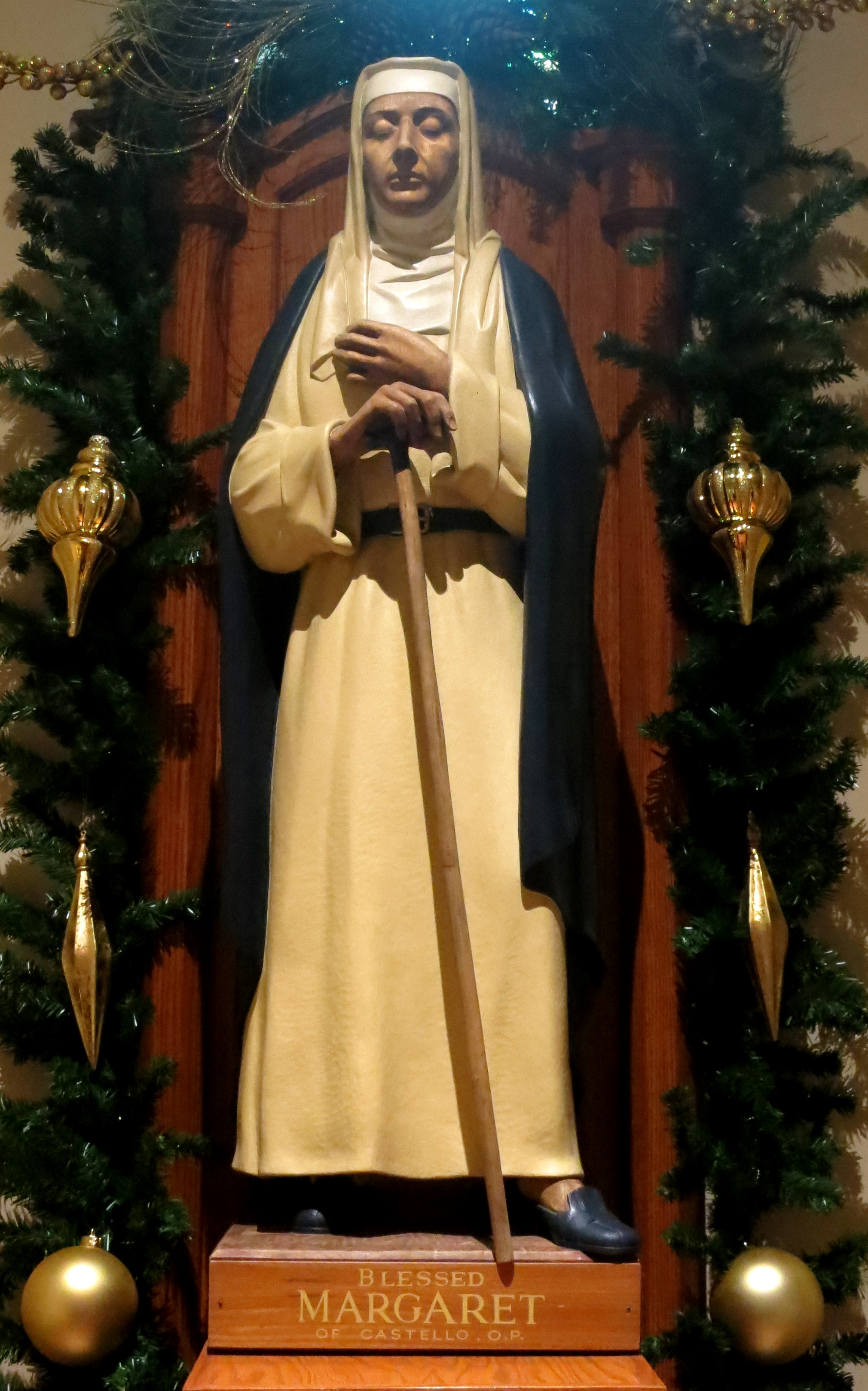
Statue der Margarete von Città di Castello in der Saint Patrick’s Church in Ohio

Margareta von Città di Castello (italienisch Margherita da Città di Castello) (* 1287; † 12. April 1320 in Città di Castello) war eine italienische römisch-katholische Nonne des Dritten Orden des Heiligen Dominik, die für ihren tiefen Glauben bekannt wurde. Sie wurde von Papst Paul V. am 19. Oktober 1609 selig- und am 24. April 2021 von Papst Franziskus heiliggesprochen.

## Leben
Margareta della Metola wurde je nach Quelle 1287 in Perugia oder zu einem unbekannten Zeitpunkt in den 1280er Jahren auf der Burg Metola geboren. Ihre Eltern waren die Adeligen Parisio und Emilia. Ihr Vater diente in der Garnison an der Burg Metola in der Nähe von Mercatello sul Metauro.
Margareta war blind, kleinwüchsig und hatte eine Gehbehinderung, weshalb sie von ihren Eltern zunächst vor der Öffentlichkeit versteckt wurde. Ihre Eltern erfuhren von Wunderheilungen am Grab des Franziskanerterziaren Fra Giacomo in Città di Castello und brachten Margareta dorthin. Da das erhoffte Wunder ausblieb, ließen sie ihre Tochter dort zurück. Es wird berichtet, dass Margareta ihren Eltern diese Entscheidung nie übel genommen habe.
Margareta wurde von dem Ehepaar Venturino und Donna Grigia aufgenommen und sie erhielt einen Platz in einer lokalen Schwesterngemeinschaft. Aufgrund ihres tiefen Glaubens und ihres Gehorsams geriet sie mit ihren Mitschwestern, deren laxe Auslegung der Religion sie kritisch sah, oft in Konflikt und musste die Gemeinschaft wieder verlassen. Anschließend kam sie zu den Dominikanerinnen, wo sie eine religiöse Ausbildung erhielt. Sie wurde Mitglied des dritten Ordens und führte ein Leben in Gebet und Buße, unterrichtete Kinder in Glaubensfragen und unterstützte Arme und Kranke.
Margareta starb am 12. April 1320. Bei ihrem Begräbnis forderte die Menge, dass sie, gegen den Widerstand des Priesters der Gemeinde, in der Kirche beigesetzt werden solle. Der Priester erlaubte es, als ein behindertes Kind anscheinend während des Begräbnisses geheilt wurde.

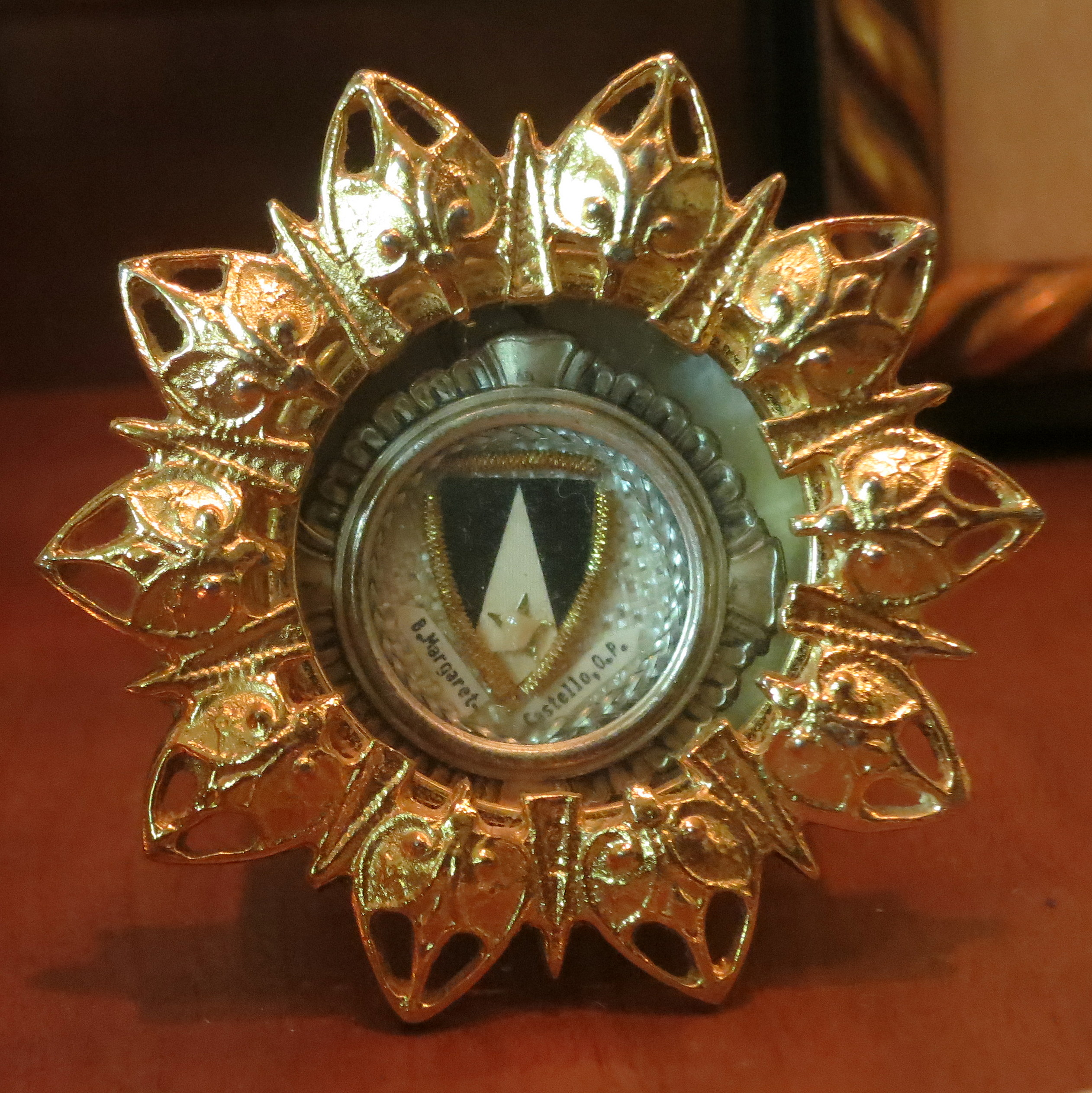
Reliquie in der Saint Patrick Church (Columbus, Ohio)

## Seligsprechung und Heiligsprechung
Am 16. Oktober 1609 wurde Margareta von Papst Paul V. seliggesprochen. Zuvor wurden am 9. Juni 1558 Margaretas Relikte neu gebettet, weil ihr Sarg verrottet war. Dabei sollen ihre Kleider verfault gefunden, ihr Körper jedoch angeblich unversehrt geblieben sein. Der lokale Bischof bestimmte daraufhin einen neuen Schrein für ihre Reliquien. Margareta war etwa 1,20 Meter groß und ihr Kopf war für ihre Körpergröße verhältnismäßig groß. Ihre Hände und Füße wurden als klein beschrieben, das rechte Bein etwa 4 cm kürzer als das linke – vermutlich der Grund für ihr Hinken.
1988 erklärte Bischof Ugo Donato Bianchi sie zur Patronin der Blinden. Sie gilt außerdem als Patronin für ungewollte Kinder (Pro-Life, Lebensrechtsbewegung).
2004 wurde die Dokumentation für eine eventuelle Heiligsprechung bei der Kongregation für die Selig- und Heiligsprechungsprozesse eingereicht. Am 24. April 2021 wurde Margareta von Papst Franziskus heiliggesprochen.

### Dedikationen
In den Vereinigten Staaten gibt es zwei Dominikanergemeinden, die der Heiligen Margareta von Castello geweiht sind: die St. Louis Bertrand Church in Louisville, Kentucky, und die St. Patrick Church in Columbus, Ohio.

## Rezension
Margaretas Lebenslauf beruht auf einer Legende, die in zwei lateinischen Fassungen schriftlich überliefert wurde. Letztere stammen von zwei unbekannten Autoren, die mit ihren auch im Stil und Länge abweichenden Niederschriften unterschiedliche Ziele verfolgten. Die umfangreichere Handschrift stammt von einem Kanoniker der Kathedrale St. Floridus und St. Amanzius in Città di Castello. Die kürzere Version wurde dagegen sehr wahrscheinlich von einem Dominikaner des örtlichen Klosters verfasst, der damit insbesondere den Bezug Margaretas zu den Dominikanern unterstreichen wollte.
Beide Arbeiten entstanden zwischen 1347 und August 1400, als Thomas Antonii von Siena seine Arbeit über Margareta in Vulgärlatein abschloss. Die Forschung geht davon aus, dass die beiden lateinischen Handschriften auf einer einzigen Quelle beruhen, an der sich der Kanoniker inspirierte, während der Dominikaner diese lediglich zusammenfasste. Von der kürzeren Handschrift über Margareta existieren insgesamt sechs Kopien, die in verschiedenen Bibliotheken und Archiven aufbewahrt werden. Die längere Schrift ist dagegen nur in einer einzigen Kopie erhalten und befindet sich in Bologna im Archiv des dortigen Dominikanerordens.